# Carlos Mathus
Carlos Mathus (Rosario, 24 de marzo de 1939-Buenos Aires, 17 de marzo de 2017) fue un dramaturgo y director argentino, principalmente conocido por ser el creador del suceso teatral La lección de anatomía, que permaneció en cartel treinta y seis años de manera ininterrumpida.

## Carrera
Comenzó su carrera cuando era adolescente, en 1958, fundando TIM Teatro, en Rosario, su ciudad natal. Además de autor y director de teatro, fue creador de espectáculos de mimo, danza, luz y sonido, y responsable de shows de artistas tales como Elis Regina, Lalo Schiffrin, Toquinho, Vinicius de Moraes o Facundo Cabral, entre otros.
En 1965 se radica en Buenos Aires, y en 1972 estrena su gran éxito La lección de anatomía para un congreso, pensando que tendría una única representación. Desde 1976 hasta 1986 se radica en Brasil, desde donde viaja a otros países a presentar sus trabajos.
En 1987 regresa a Buenos Aires, donde continúa trabajando. En 1996 reabre el Teatro Empire y llevó una gran tarea como director junto a su compañero Antonio Leiva, para posibilitar representaciones de espectáculos nacionales e internacionales de calidad, llevando a cabo una ardua tarea para recuperar su esplendor edilicio y artístico.
Entre las piezas de su autoría, además de La lección de anatomía se destacan Cuarto de espejos y El primero que llega, ambas estrenadas en el Instituto Torcuato Di Tella de Buenos Aires. El jardín de las delicias, seleccionada para representar a la Argentina en el VIII Festival Mundial de Teatro de Nancy, Francia, en 1971, además de Huija, la muerte, presentada en el Festival de Palermo en 1974 y luego estrenada en Brasil como Briga de foice en 1985 y posteriormente en Buenos Aires como Doce rounds en 1990.
Como régisseur de ópera, Mathus llevó a cabo las puestas en escena de Manon Lescaut, de Giacomo Puccini, y Il giovedi grasso, de Gaetano Donizetti, en el Teatro Colón de Buenos Aires y en el Instituto Torcuato Di Tella dirigió La historia del soldado, de Igor Stravinsky, puesta en la que participó el grupo I Musicisti. Tuvo una extensa actividad en Radio Nacional de Rosario, Radio Cultura y Radio Palermo con programas dedicados al teatro, la literatura y la música. A lo largo de su vida produjo 140 títulos de teatro, ópera, danza, pantomima, shows musicales, radio y TV.

## Su gran éxito
Carlos Mathus escribió La lección de anatomía para un congreso de Psicología Psicosomática en 1972, con el fin de presentarla por única vez en el Sheraton, donde se desarrollaba el evento. Fue de las primeras obras en mostrar desnudos y tuvo tal impacto que, en cincuenta años, sólo dejó de representarse en escasas oportunidades como en las irrupciones militares durante la década del setenta.
Desde 1972 a 2008, la representaron más de ochocientos actores con temporadas simultáneas y giras en Argentina, España, Brasil, Chile, Venezuela, Paraguay, Uruguay y Austria. Entre los actores del elenco original se encontraba Antonio Leiva, quien fue su gran compañero de vida. La obra muestra lo mejor y lo peor de la sociedad. Desnuda no sólo los cuerpos sino las almas. Habla del bullying, del miedo al fracaso, del abuso, del aborto, de la necesidad de llegar a ser alguien a costa de todo, incluso de la vida. 
Se trata de un éxito inédito en la historia del teatro argentino, que recibió el Premio Estrella de Mar, en Mar del Plata, en 1976, y un Premio ACE (Asociación de Cronistas del Espectáculo) a la permanencia por los veinte años de representación de La Lección de Anatomía, en 1992.